# Хід конем (фільм, 2013)
«Хід конем» — пригодницька комедійна стрічка спільного виробництва Вірменії та Казахстану, яка вийшла в прокат у 2013 році.

## Сюжет
Кримінальному авторитету Майстру для проведення обряду коронації необхідно роздобути «Рубін Тамерлана», який зберігається в музеї Алмати. Злодії вирішують здійснити крадіжку під час турніру з шахів. Викравши коштовність, її ховають у шаховій фігурі, яка випадково потрапляє до чемпіона Тіграна Вардоняна. Тим часом шахіст знайомиться з Айгерим, яка їде у Вірменію тим же рейсом. Тигран вирішує супроводжувати красуню. Оскільки «Рубін Тамерлана» знаходиться у Вардоняна, який про це і не здогадується, за ним відправляють Мурада, який здобувши довіру в молодих людей та через обставини супроводжує їх. По дорозі герої потрапляють у безліч кумедних ситуацій. Зрештою коштовність повертають до музею, а Тігран одружується з Айгерим.

## У ролях
| Актор              | Персонаж        | Роль                   |
| ------------------ | --------------- | ---------------------- |
| Ованнес Азоян      | Тігран Вардонян | шахіст                 |
| Мкртич Арзуманян   | Фелікс          | переслідувач Тіграна   |
| Асель Сагатова     | Айгерим         | журналістка            |
| Бахитжан Альпеїсов | Майстер         | кримінальний авторитет |
| Джульєтта Степанян | Мама            | мати Єви               |
| Тамара Петросян    | Єва             | подруга Айгерим        |
| Ваагн Галстян      | Артем           | наречений Єви          |

## Знімальна група
- Кінорежисер — Гор Кіракосян
- Сценаристи — Сергій Саркісян, Нарек Маркарян, Гор Кіракосян
- Кінопродюсери — Карен Казарян, Армен Амбарцумян
- Кінооператор — Філіп Вандевал
- Кіномонтаж — Манвел Овсепян, Гор Кіракосян
- Композитори — Тата Симонян, Нарек Овсепян
- Художник-постановник — Армен Казарян[2].